# Bilenler, İslahiye
Bilenler là một xã thuộc huyện İslahiye, tỉnh Gaziantep, Thổ Nhĩ Kỳ.